# Arrecife Johnson del Sur
El Arrecife Johnson del Sur (en chino: 赤瓜礁; en vietnamita: Đá Gạc Ma; en malayo: Terumbu Johnson Selatan) es un arrecife en las Islas Spratly en el Mar de China meridional controlado por la República Popular de China (PRC), pero cuya propiedad es disputada por Filipinas, Brunéi, Malasia, Taiwán y Vietnam. 
Se encuentra en la parte suroeste de los bancos de la Unión, junto al Arrecife Collins. En julio de 2012, para reforzar aún más su reclamo, una flota china de 29 buques pesqueros de Hainan protegidos por el Yuzheng 310 (un barco patrullero de administración pesquera) pasó 20 días de pesca en la región. En mayo de 2014, Filipinas anunció que uno de sus vuelos de reconocimiento había descubierto que China, estaba dragado y ganando tierras al mar en el arrecife. China respondió diciendo que era una construcción normal, que se realiza en su territorio. La superficie ganada había alcanzado unos 0,1 kilómetros cuadrados.